# جوایز اروتیک‌لاین
جوایز اروتیک‌لاین (انگلیسی: Eroticline Awards) نام یک جایزهٔ سالانه برای فیلم‌های بزرگسالان بوده است. این جشنواره از سال ۲۰۰۵ تا ۲۰۰۹ برگزار شده است.